# أم الثريب (نبات)
أم ثريب أو حشيش أو هشيم أو ديدحان واسمه العلمي (Hypecoum pendulum)، عشب حولي من الفصيلة الخشخاشية.

## الانتشار
ينتشر في شبه الجزيرة العربية وشمال افريقيا وآسيا.